# Dãy núi Quặng
Dãy núi Quặng (tiếng Đức: Erzgebirge, tiếng Séc: Krušné hory, cả hai đều có nghĩa đen là dãy núi quặng) tại Trung Âu từng là biên giới tự nhiên giữa Sachsen và Bohemia trong khoảng 800 năm, từ thế kỷ 12 đến thế kỷ 20. Ngày nay, biên giới giữa Đức và Cộng hòa Séc chạy ngay phía bắc đỉnh chính của dãy núi. Các đỉnh cao nhất là Klínovec (tiếng Đức:Keilberg), cao 1.244 mét (4.081 ft) trên mực nước biển và Fichtelberg (1.215 mét (3.986 ft)).
Khu vực này có vai trò quan trọng trong việc đóng góp nguồn quặng thời kỳ đồ đồng và như là nền tảng cơ sở của những giai đoạn quá độ ban đầu của khai mỏ và luyện kim từ thủ công sang công nghiệp quy mô lớn tại châu Âu, một quá trình mở đường cho sự phát triển của cách mạng công nghiệp sau này.